# Zikmund Sedlnický z Choltic
Zikmund hrabě Sedlnický z Choltic (německy Sigmund / Sigismund Graf Sedlnitzky-Odrowąz von Choltitz) (30. září 1872 Bílovec – 6. ledna 1949 Vídeň) byl rakouský šlechtic, rakousko-uherský státní úředník a politik z rodiny Sedlnických z Choltic. Jako absolvent práv působil od roku 1897 ve státní správě, později byl poslancem Slezského zemského sněmu. Spolu s otcem byl v roce 1908 povýšen do hraběcího stavu a byl členem rakouské Panské sněmovny. Po rozpadu monarchie odešel do soukromí, do roku 1945 byl majitelem velkostatku a zámku Bílovec na severní Moravě.  

## Životopis

Erb rodu Sedlnických z Choltic

Pocházel ze starého šlechtického rodu Sedlnických z Choltic, patřil k tzv. panské linii. Narodil se na zámku v Bílovci jako mladší syn dlouholetého slezského poslance Stanislava Sedlnického (1836–1913). Středoškolské vzdělání získal na gymnáziích v Kremsmünsteru a Opavě, v letech 1892–1896 studoval práva na univerzitě ve Vídni. Od roku 1897 působil ve státních službách, nejprve u zemského výboru v Opavě, v roce 1898 byl přidělen k moravskému místodržitelství v Brně. Od roku 1900 působil u okresního hejtmanství v Uherském Hradišti a s titulem okresního komisaře byl v roce 1905 přidělen k dispozici na ministerstvu vnitra.  V letech 1909–1918 byl okresním hejtmanem ve Freistadtu v Horním Rakousku (nejprve jako provizorní zástupce, až v roce 1916 byl potvrzen oficiálně ve funkci). 
V letech 1913–1915 byl poslancem slezského zemského sněmu, kam byl zvolen v doplňovacích volbách za velkostatkářskou kurii. Od roku 1913 byl také po otci dědičným členem rakouské Panské sněmovny, spolu s otcem byl také v roce 1908 povýšen do hraběcího stavu. Byl nositelem Válečného kříže Za občanské zásluhy a Vévodského sasko-ernestinského domácího řádu. Po zániku monarchie odešel ze státních služeb a usadil se na zámku v Bílovci.

## Majetkové a rodinné poměry

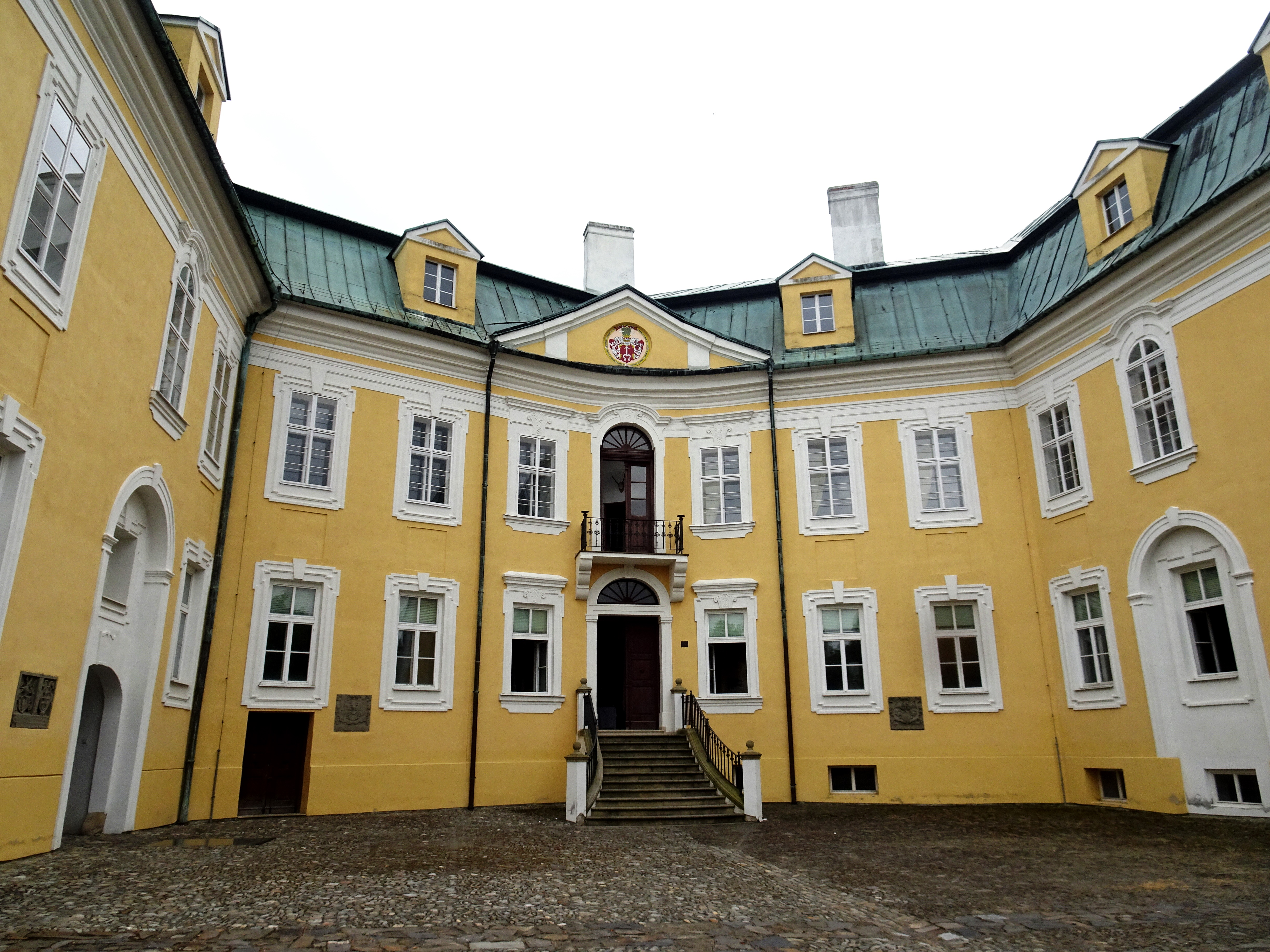
Zámek Bílovec, sídlo rodu Sedlnických v 17.–20. století

Po otci zdědil v roce 1913 velkostatek Bílovec se zámkem na severní Moravě. V době monarchie se zde vzhledem ke státní službě na různých místech zdržoval jen zřídka, trvale se zde usadil až po roce 1918. K velkostatku patřilo 557 hektarů půdy a v roce 1912 byla jeho hodnota vyčíslena na půl miliónu korun. V Bílovci se angažoval jako člen a mecenáš různých spolků a organizací, pro potřeby zřízení městského muzea daroval městu v roce 1924 bývalý vrchnostenský dům v podzámčí (Muzeum v Bílovci). Po vzniku Československa byl velkostatek podroben pozemkové reformě, kdy byl jeho rozsah zmenšen o více než 100 hektarů. 
Těsně před koncem druhé světové války odešel Zikmund s rodinou do Vídně. Ještě předtím byly do jedné sklepní místnosti uschovány a zazděny četné cennosti, šperky, stříbrné příbory nebo hodnotné kusy nábytku. Bílovec se na přelomu dubna a května 1945 stal dějištěm bojů mezi Rudou armádou a ustupujícími Němci. Zámek tehdy vyhořel a následně byl vyrabován, až později byla při obhlídkách a přípravách stavebních oprav objevena zazděná sklepní místnost s pokladem Sedlnických. Hodnota nalezených cenností byla vyčíslena na tři milióny korun.
Byl dvakrát ženatý. Poprvé se oženil v roce 1900 v Hietzingu s baronkou Marií von Skal (1876–1911) ze staré slezské šlechtické rodiny. Měli spolu tři děti, Marie zemřela krátce po porodu nejmladší dcery Marie Magdaleny a je pohřbena v rodové hrobce ve Velkých Albrechticích. Podruhé se Zikmund oženil v roce 1929 s Hermínou Marxovou von Marxberg (1886–1981), vnučkou vídeňského policejního prezidenta Wilhelma Marxe. Syn Jiří Hyacint (1905–1982) odešel s otcem v roce 1945 do Rakouska a zemřel ve Štýrském Hradci. 